# Vera Zasulitch
Vera Ivanovna Zasulitch (em russo:  Ве́ра Ива́новна Засу́лич; 8 de agosto de 1849 – São Petersburgo, 8 de maio de 1919) foi uma revolucionária trabalhista niilista russa depois convertida ao marxismo. 

## Biografia
Nascida numa família nobre empobrecida de Mikhailovka, Rússia, frequentou durante os seus estudos em Petrogrado os ambientes revolucionários estudantis. Foi encarcerada em 1869 por manter correspondência com o líder niilista e anarquista Sergei Netchaev. Após a sua excarceração em 1871, estabeleceu-se em Kiev, onde contactou com Insurgentes de Kiev, um grupo revolucionário de apoiantes de Mikhail Bakunin, chegando a converter-se numa líder respeitada. 

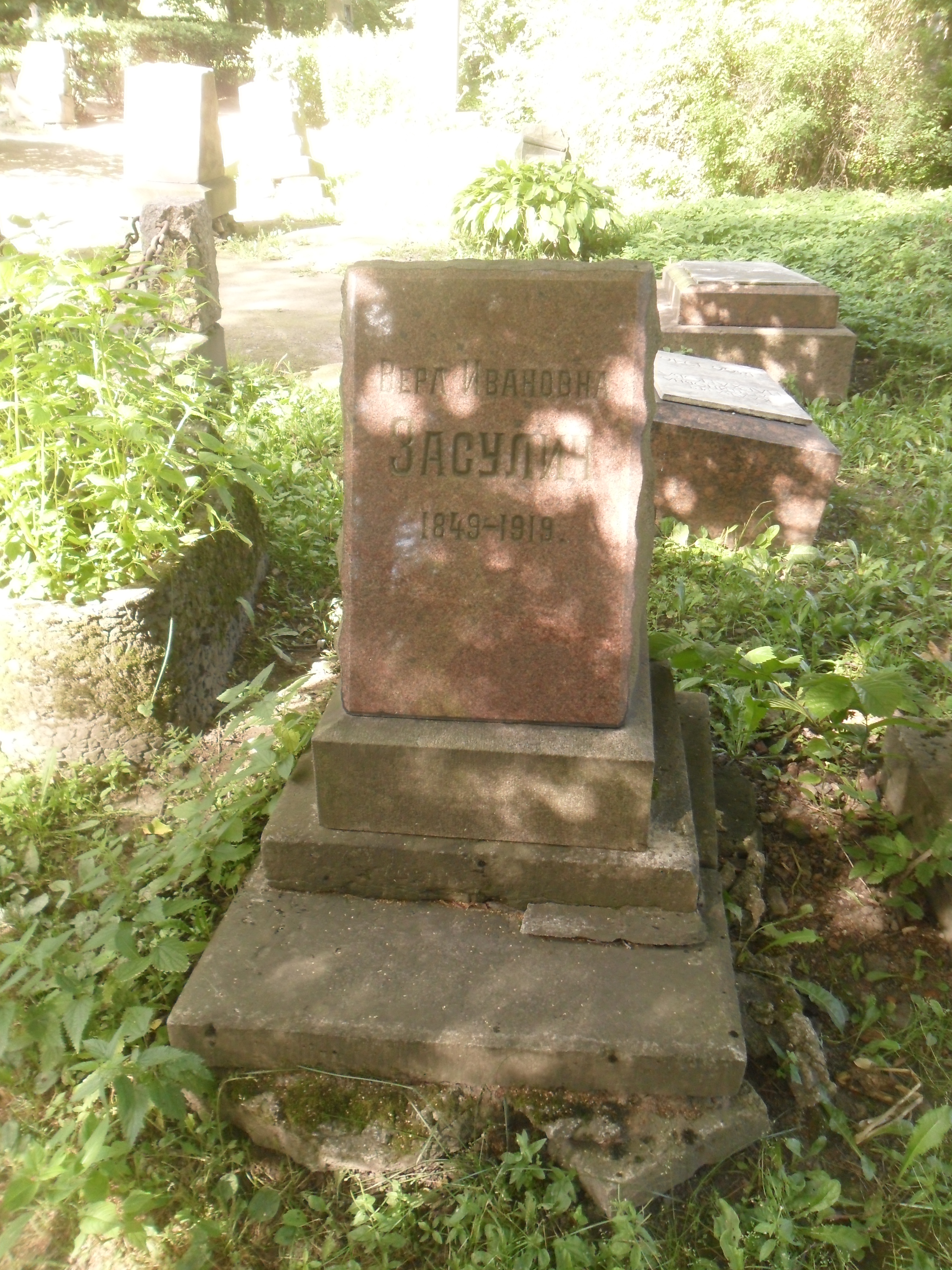
Sepultura no Cemitério de Volkovo

Em 1878, Zasulitch e a revolucionária social Maria Kolenkina planearam assassinar Vladislav Zhelekhovski, um promotor famoso pelos seus processos contra a militância revolucionária, e o coronel Feodor Trepov, governador de Petrogrado, que era conhecido por ter banido as rebeliões polacas em 1830 e 1863. O atentado contra Zhelekhovski resultou falido, mas Zasulitch conseguiu ferir gravemente Trepov. Foi atrapada, mas no seu amplamente difundido processo, um júri favorável a ela declarou-a inocente. 
Após a anulação do processo, Zasulitch viajou a Suíça, onde contactou com grupos marxistas e colaborou na fundação do grupo Emancipação do Trabalho (Освобождение труда) com Georgi Plekhanov e Pavel Akselrod em 1883. O grupo encarregou Zasulitch a tradução de diversos trabalhos de Karl Marx ao russo, o que contribuiu a alargar a influência do marxismo entre a intelligentsia russa ao ponto de tornar-se fundamental para criação do Partido Operário Social-Democrata Russo (POSDR) em 1898. A meados da década de 1900, os líderes da ala radical Julius Martov, Vladimir Lenin e Aleksandr Potresov uniram-se a Zasulitch, Plekhanov e Akselrod na Suíça. Devido às tensões entre as duas alas do Partido, os seis fundaram o jornal revolucionário Iskra, e formaram a sua equipa editorial, que se opunha aos marxistas moderados conhecidos como os economistas e também aos ex-marxistas como Sergei Bulgakov e Piotr Struve. Porém, durante o II Congresso do POSDR, o marxismo verificou uma ruptura entre os mencheviques de Julius Martov e bolcheviques de Lenin. Zasulitch situou-se do lado de Martov, tornando-se uma líder do menchevismo. Contudo, o seu interesse na política decaiu rapidamente. Regressou à Rússia após a Revolução de 1905. Lá, apoiou a política de participação da Rússia na Primeira Guerra Mundial e opôs-se à Revolução de Outubro dirigida pelos bolcheviques. Morreu em Petrogrado em 8 de maio de 1919. 